# 阿默斯特 (马萨诸塞州)
阿默斯特（英語：Amherst）是美国麻薩諸塞州漢普夏郡的一座城鎮，2020年人口普查結果为39,263人。当地有阿默斯特学院、汉普郡学院及马萨诸塞大学阿默斯特分校，该地名字来自英国将领第一代阿默斯特男爵杰弗里·阿默斯特。

## 友好城市
- 法國 阿卡雄